# رابرت جی لیفتون
رابرت جی لیفتون (انگلیسی: Robert Jay Lifton؛ زادهٔ ۱۶ مهٔ ۱۹۲۶) یک دانشمند روان‌پزشکی و نویسنده است و عمدتاً به دلیل مطالعاتش در مورد علل و اثرات روانی جنگ‌ها و خشونت‌های سیاسی شناخته می‌شود، علاوه بر این نظریه او را به نظریه اصلاح فکر می‌شناسند. او از طرفداران اولیه تکنیک‌های روان‌شناسی تاریخی بود.
وی همچنین برندهٔ جوایزی همچون جایزه ملی کتاب و جایزه صلح گاندی شده است.

## زندگی‌نامه
لیفتون در ۱۹۲۶ در بروکلین، نیویورک متولد شد. او فرزند تاجری به نام هارولد لیفتون و همسرش سیل لیفتون بود. رابرت در ۱۹۴۲، در سن ۱۶ سالگی، در دانشگاه کرنل ثبت نام کرد. سپس در ۱۹۴۴ در کالج پزشکی نیویورک پذیرفته شد و در سال ۱۹۴۸ از آنجا فارغ‌التحصیل گردید. او در سال‌های ۱۹۴۸–۱۹۴۹ در بیمارستان یهودیان بروکلین کارآموزی کرد. لیفتون در سال‌های ۱۹۴۹–۱۹۵۱ دوره روان‌پزشکی خود را در مرکز پزشکی داون استیت، دربروکلین، نیویورک گذراند.
از ۱۹۵۱ تا ۱۹۵۳ لیفتون به عنوان روان‌پزشک نیروی‌هوایی در ژاپن و کره خدمت کرد، که بعدها علاقه خود را به جنگ و سیاست، به آن نسبت داد. او از آن زمان به عنوان معلم و محقق در دانشکده روان‌پزشکی واشینگتن، دانشگاه هاروارد، و کالج عدالت کیفری جان جی، جایی که به تأسیس مرکز مطالعه خشونت انسانی کمک کرد، کار کرد.
او در ۱۹۵۲با بتی ژان کیرشنر نویسنده کودکان ازدواج کرد و صاحب دو فرزند شد. بتی در ۱۹ نوامبر ۲۰۱۰ در بوستون بر اثر عوارض سینه‌پهلو درگذشت. لیفتون گفته است که کشیدن کاریکاتور یک سرگرمی و جدای از شغلش است. او دو کتاب کاریکاتور طنز دربارهٔ پرندگان منتشر کرده است.
او عضو دانشکده بین‌المللی است، سازمانی متشکل از رهبران با تخصص سیاسی، علمی و اخلاقی که هدف آن ارائه رویکردهای جدید در غلبه برموانع سر راه جهانی صلح‌آمیز، از نظر اجتماعی عادلانه و از نظر اقتصادی پایدار است. در سال ۲۰۱۲ دانشگاه نیو اسکول به لیفتون دکترای افتخاری اعطا کرد.

## مطالعات اصلاح اندیشه
در آغاز ۱۹۵۳، لیفتون با نظامیان آمریکایی که در طول جنگ کره اسیر جنگی شده بودند، علاوه بر کشیشان و دانش آموزان، یا معلمانی که پس از ۱۹۵۱ در زندان چین به سر می‌بردند، مصاحبه کرد. علاوه بر مصاحبه با ۲۵ آمریکایی و اروپایی‌ها، لیفتون با ۱۵ چینی که پس از تلقین از دانشگاه‌های چین فرار کرده بودند، مصاحبه کرد.
کتاب اصلاحات فکری و روان‌شناسی توتالیسم لیفتون در ۱۹۶۱: مطالعه ای است دربارهٔ «شستشوی مغزی» در چین، بر اساس این تحقیق، مطالعه‌ای دربارهٔ تکنیک‌های اجباری مورد استفاده در جمهوری خلق چین بود. او این روند را «اصلاح فکر» یا «شستشوی مغزی» توصیف کرد، اگرچه او اصطلاح قبلی را ترجیح داد. اصطلاح «تفکر کلیشه‌ای» در این کتاب رایج شد. لیفتون دریافت که پس از بازگشت اسرا به ایالات متحده، تفکر آنها برخلاف تصور رایج «شستشوی مغزی» به زودی به حالت عادی بازگشت و منجر به تغییرات دائمی شد. یک نسخه تجدید چاپ در سال ۱۹۸۹ توسط انتشارات دانشگاه کارولینای شمالی منتشر شد.

## جوایز
- ۱۹۸۷: جایزه ملی کتاب یهودی در بخش هولوکاست برای پزشکان نازی: کشتار پزشکی و روان‌شناسی نسل‌کشی